# Острво живих мртваца
Острво живих мртваца италијански је зомби хорор филм из 1979. године, редитеља Луча Фулчија, са Тисом Фароу, Ијаном Макалохом и Ричардом Џонсоном у главним улогама. Оригинални наслов филма је Зомби 2 (итал. Zombi 2) и представља незванични наставак Џорџ Ромерове Зоре живих мртваца (1979), која је у Италији приказана под насловом Зомби. Сценарио су написали Елиза Бриганти и њен муж Дардано Сакети, док је познату музичку тему из филма компоновао Фабио Фрици, чести сарадник Луча Фулчија.
Радња се одвија на карипском острву Матул, које је уклето вудуом од кога мртви устају из гроба, претварају се у зомбије и нападају живе. Намера сценариста била је да врати зомби филмове у оквире „класичних зомби прича са вуду магијом”, као и да прикаже почетак зомби апокалипсе из Зоре живих мртваца на другачији начин од објашњења из Ноћи живих мртваца (1968).
Један део филма сниман је у Италији, а други у Њујорку и Санто Домингу. Премијерно је приказан 25. августа 1979, у Италији, док је на тржишту енглеског говорног подручја објављен наредне године. Остварио је велики комерцијални успех и привукао доста контроверзи. Био је номинован за Награду Сатурн за најбољу шминку. Данас се сматра кулнтим класиком и једним од најбољих зомби филмова свих времена.

## Радња
Ен Боулс је ћерка научника који врши истраживања на карипском острву Матул. Када брод њеног оца пристигне празан у Њујорк, она одлучује да заједно са новинаром Питером Вестом оде на Матул како би открила шта се десило са њеним оцем. На острву се суочавају са хордом зомбија, који су устали из мртвих због вуду клетве...

## Улоге
| Глумац             | Улога                    |
| ------------------ | ------------------------ |
| Тиса Фароу         | Ен Боулс                 |
| Ијан Макалох       | Питер Вест               |
| Ричард Џонсон      | др Дејвид Менард         |
| Ал Кливер          | Брајан Хал               |
| Аурета Геј         | Сузан Барет              |
| Стефанија Д'Амарио | медицинска сестра Клара  |
| Олга Карлатос      | Паола Менард             |
| Уго Болоња         | Енин отац                |
| Рамон Браво        | зомби под водом          |
| Омеро Капана       | зомби                    |
| Дакар              | Лукас                    |
| Ђането де Роси     | зомби на Паоли           |
| Франко Фантасија   | Матијас                  |
| Лучо Фулчи         | уредник Питерових новина |